# Valsonne
Valsonne est une commune française située dans le département du Rhône en région Auvergne-Rhône-Alpes.

## Géographie

### Situation
Valsonne se trouve à environ 40 km au nord-ouest de Lyon, à la limite sud des monts du Beaujolais.

### Hydrographie et relief

#### La vallée du Soanan
La commune est principalement arrosée par le Soanan, affluent de l'Azergues, lui-même affluent de la Saône.  
La vallée du Soanan, qui fait donc partie du bassin du Rhône, est limitrophe de la vallée du ruisseau d'Ornaison (Amplepuis), qui fait partie du bassin de la Loire. 
Les sources du Soanan se trouvent pour une part sur la commune, mais certains ruisseaux viennent de Ronno. La ligne de partage des eaux entre l'Atlantique et la Méditerranée traverse donc à la fois la commune de Ronno et celle de Valsonne. 

#### La vallée du Peisselay
Il existe une vallée secondaire au sud de la précédente, formée par le Peisselay, affluent de la Turdine. 
Elle est séparée de la vallée du Soanan par une ligne de hauteurs franchie au col des Cassettes (622 m).

#### Relief
L'altitude est comprise entre 413 m (le Soanan à la sortie aval de la commune) et 816 m.

### Communications
- Route départementale 313 d'Amplepuis à Légny.
- Route D82 (nord) de Valsonne à Chamelet par le col de la Croix de Thel (650 m d'altitude).
- Route D82 (sud) de Valsonne au col des Cassettes (622 m), où elle rejoint la D56 qui relie Tarare à Amplepuis par les hauteurs.
- Route du col des Cassettes au col de la Croix du Plat, qui se trouve à la limite entre Valsonne et Saint-Clément-sur-Valsonne.

### Typologie
Au 1er janvier 2024, Valsonne est catégorisée commune rurale à habitat dispersé, selon la nouvelle grille communale de densité à sept niveaux définie par l'Insee en 2022.
Elle est située hors unité urbaine. Par ailleurs la commune fait partie de l'aire d'attraction de Tarare, dont elle est une commune de la couronne,. Cette aire, qui regroupe 6 communes, est catégorisée dans les aires de moins de 50 000 habitants,.

### Occupation des sols
L'occupation des sols de la commune, était la suivante en 2018 
- forêts et milieux semi-naturels : 65,3 % (une proportion identique à celle de 1990, 64,9 %), dont forêts (63,3 %),
- prairies : 30 %,
- zones agricoles hétérogènes : 2,3 %,
- milieux à végétation arbustive et/ou herbacée : 2 %,
- zones construites : 2,4 %[6]. L'évolution de l’occupation des sols de la commune et de ses infrastructures peut être observée sur les différentes représentations cartographiques du territoire : la carte de Cassini (XVIIIe siècle), la carte d'état-major (1820-1866) et les cartes ou photos aériennes de l'IGN pour la période actuelle (1950 à aujourd'hui)[Carte 1].

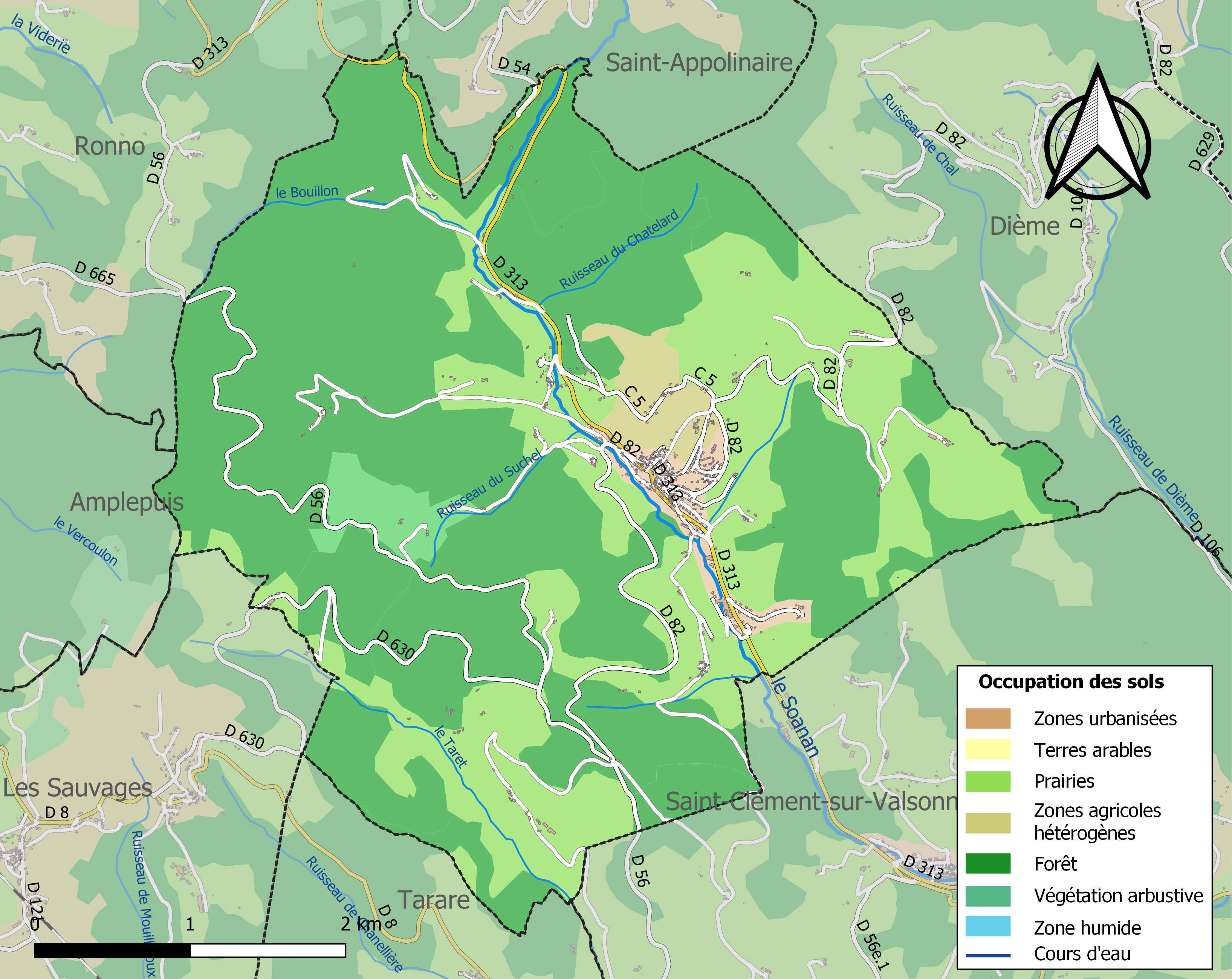
Carte des infrastructures et de l'occupation des sols de la commune en 2018 (CLC).

### Climat
Pour des articles plus généraux, voir Climat d'Auvergne-Rhône-Alpes et Climat du Rhône.
En 2010, le climat de la commune est de type climat des marges montargnardes, selon une étude du Centre national de la recherche scientifique s'appuyant sur une série de données couvrant la période 1971-2000. En 2020, Météo-France publie une typologie des climats de la France métropolitaine dans laquelle la commune est exposée à un climat de montagne ou de marges de montagne et est dans la région climatique  Nord-est du Massif Central, caractérisée par une pluviométrie annuelle de 800 à 1 200 mm, bien répartie dans l’année. 
Pour la période 1971-2000, la température annuelle moyenne est de 10,3 °C, avec une amplitude thermique annuelle de 16,6 °C. Le cumul annuel moyen de précipitations est de 914 mm, avec 10,8 jours de précipitations en janvier et 7,5 jours en juillet. Pour la période 1991-2020, la température moyenne annuelle observée sur la station météorologique de Météo-France la plus proche, « Les Sauvages », sur la commune des Sauvages à 5 km à vol d'oiseau, est de 9,7 °C et le cumul annuel moyen de précipitations est de 941,6 mm,. Pour l'avenir, les paramètres climatiques de la commune estimés pour 2050 selon différents scénarios d'émission de gaz à effet de serre sont consultables sur un site dédié publié par Météo-France en novembre 2022.

## Politique et administration
| Période                                  | Période  | Identité            | Étiquette | Qualité |
| ---------------------------------------- | -------- | ------------------- | --------- | ------- |
| 2014                                     | en cours | Patrick Bourrassaut |           |         |
| 2007                                     | 2014     | Lucien Danve        |           |         |
| 2001                                     | 2007     | Jacques Rollin      |           |         |
| Les données manquantes sont à compléter. |          |                     |           |         |

## Démographie
L'évolution du nombre d'habitants est connue à travers les recensements de la population effectués dans la commune depuis 1793. Pour les communes de moins de 10 000 habitants, une enquête de recensement portant sur toute la population est réalisée tous les cinq ans, les populations de référence des années intermédiaires étant quant à elles estimées par interpolation ou extrapolation. Pour la commune, le premier recensement exhaustif entrant dans le cadre du nouveau dispositif a été réalisé en 2007.

En 2022, la commune comptait 994 habitants, en évolution de +6,65 % par rapport à 2016 (Rhône : +3,93 %, France hors Mayotte : +2,11 %).
| 1793  | 1800  | 1806  | 1821  | 1831  | 1836  | 1841  | 1846  | 1851  |
| ----- | ----- | ----- | ----- | ----- | ----- | ----- | ----- | ----- |
| 1 113 | 1 181 | 1 092 | 1 388 | 1 508 | 1 519 | 1 428 | 1 486 | 1 442 |

| 1856  | 1861  | 1866  | 1872  | 1876  | 1881  | 1886  | 1891  | 1896  |
| ----- | ----- | ----- | ----- | ----- | ----- | ----- | ----- | ----- |
| 1 418 | 1 393 | 1 424 | 1 360 | 1 368 | 1 385 | 1 301 | 1 340 | 1 218 |

| 1901  | 1906  | 1911  | 1921  | 1926  | 1931 | 1936 | 1946 | 1954 |
| ----- | ----- | ----- | ----- | ----- | ---- | ---- | ---- | ---- |
| 1 286 | 1 281 | 1 174 | 1 068 | 1 007 | 913  | 801  | 740  | 678  |

| 1962 | 1968 | 1975 | 1982 | 1990 | 1999 | 2006 | 2007 | 2012 |
| ---- | ---- | ---- | ---- | ---- | ---- | ---- | ---- | ---- |
| 603  | 505  | 449  | 510  | 600  | 714  | 807  | 820  | 889  |

| 2017 | 2022 | - | - | - | - | - | - | - |
| ---- | ---- | - | - | - | - | - | - | - |
| 952  | 994  | - | - | - | - | - | - | - |

## Lieux et monuments
- Église de Valsonne : Le décor intérieur de l'église de Valsonne est inscrit Monument historique depuis le 17 août 1994. L'église possède aussi, un carillon de 18 cloches (inutilisé).

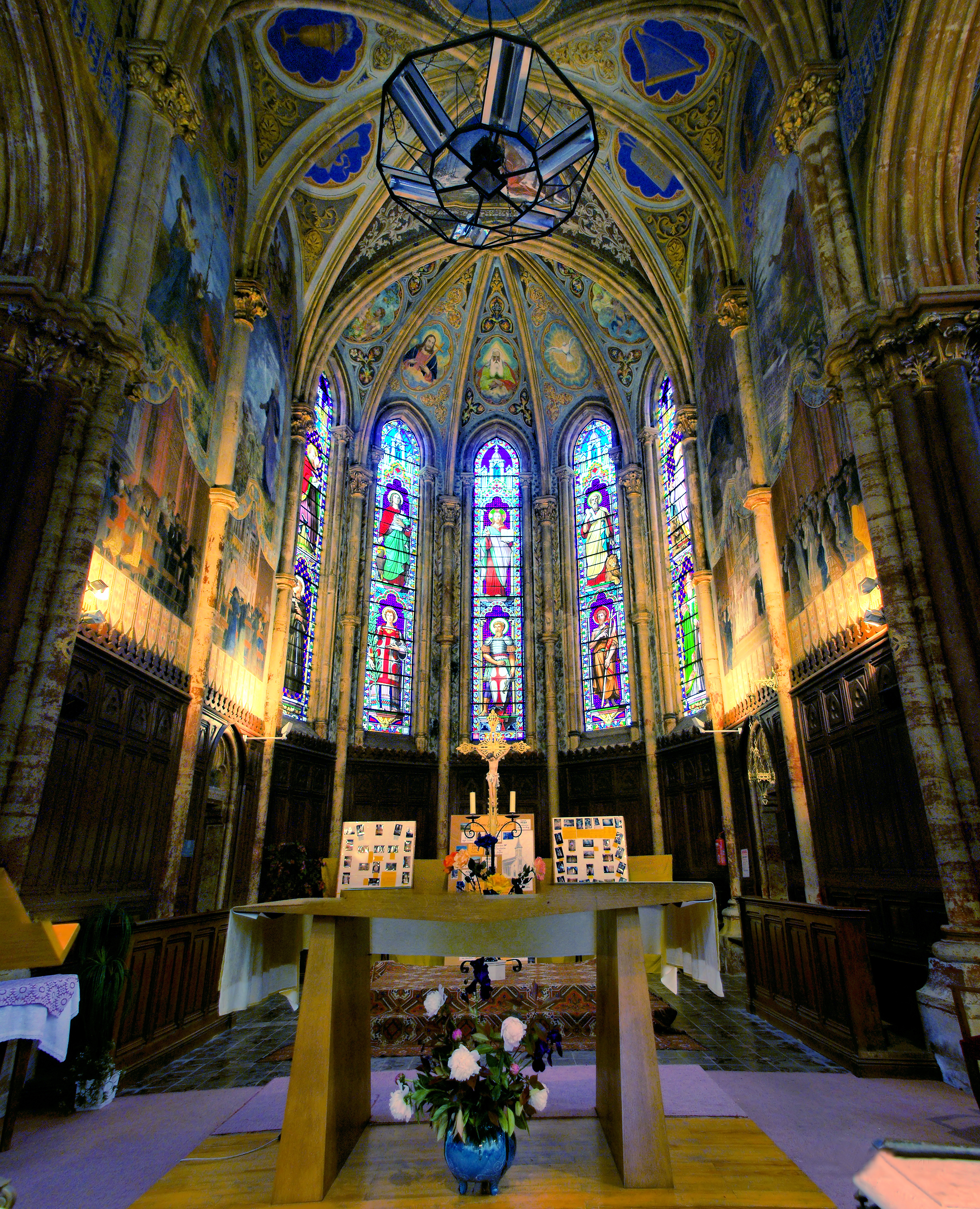
Église de Valsonne.

## Traditions
- Fête de l'écureuil

Tous les deux ans, le premier week-end de septembre a lieu la Fête de l'écureuil, dont l'emblème, un écureuil géant situé à l'entrée du village, accueille tous ceux qui désirent assister à la fête. 
En 2004, elle est devenue un lieu de rencontres grâce à l'organisation d'un concours inter-quartier dont l'intitulé était « la tête et les jambes ». Plusieurs épreuves ont vu s'affronter plusieurs équipes représentant chacune un hameau du village (le bourg, le plat…). 
En 2006, elle s'est ouverte à trois autres communes limitrophes Dième, Saint-Appolinaire et Saint-Clément-sur-Valsonne. Elle a permis aux quatre communes de participer à une compétition autour de jeux sportifs, d'adresse et de connaissances à l'issue de laquelle La commune de Saint-Appollinaire est sortie vainqueur.
- Les habitants célèbrent la fête des classes.
- Le 5 août 2007 a eu lieu la Fête de la batteuse au lieu-dit Croix de Peisselay.